# Ана Роза Кінтана
Ана Роза Кінтана Хорталь (ісп. Ana Rosa Quintana Hortal) — іспанська журналістка та телеведуча.

## Біографія
Ана Роза Кінтана Хорталь народилася 12 січня 1956 року в Мадриді. Вона отримала диплом журналіста в Університеті Комплутенсе в Мадриді. Ана Роза розпочала свою професійну кар'єру на радіо, зокрема, на Національному радіо Іспанії, а згодом — на «Radio Intercontinental». У 1982 р. Її запросили на TVE для ведення нічного випуску новин з Альберто Дельгадо. Через рік вона переїхала до Нью-Йорка.
У 1987 р. Її обрали ведучою для програми «Las tardes de RCE» на Іспанському радіо. Під час перебування на радіо вона працювала у кількох програмах та проєктах, серед яких виділяються музичне радіо «Radio 80» та «Antena 3 Radio».
У 1994 році вона повертається на телебачення, щоб представити судову програму «Veredicto».
У 1997 році вона є ведучою ток-шоу «Sinceramente Ana Rosa Quintana», а потім веде проект соціальних хронік «Extra Rosa».
У 1998 році Ана вирішує залишити «Extra Rosa», щоб представити програму «Sabor a ti», яка підкорила аудиторію на каналі «Antena 3».
У 2000 році вона дебютувала як письменниця своїм скандальним романом «Sabor a hiel». Книгу зняли з продажу у тому ж році через різні звинувачення у плагіаті.
У 2001 році вона разом зі своїм братом Енріке створила власну продюсерську компанію «CZA Producciones» і того ж року стала редактором власного журналу «AR».
У 2004 році було вирішено не продовжувати «Sabor a ti», і Ана Роза повернулася до Telecinco. 10 січня 2005 року відбулася прим'єра програми «El Program de Ana Rosa». Завдяки своїй програмі Ана змогла зберегти лідерство протягом 11 років.

## Нагороди
Ана Роза Кінтана отримала чотири TP de Oro як найкраща ведуча (1998, 1999, 2000 та 2001), одна — за найкращу ведучу розважальних програм (2005), а інша — найкраща ведуча різноманітних шоу (2006, 2009 та 2010). Вона також була номінована у цій же категорії в 1997, 2002, 2003 та 2006 роках.
У 2006 році вона була нагороджена «Золотим мікрофоном» у категорії «Телебачення», присудженою Федерацією радіо- та телевізійних асоціацій в Понферраді. У 2011 році вона повторо отримала цю нагороду. Цього ж року вона також отримала одну з найважливіших нагород на телебаченні — «Ondas 2011» у класифікації «Найкращий телевізійний ведучий».
У 2015 році вона була нагороджена Білим Хрестом за поліцейські заслуги.
23 травня 2018 року Рада провінції Севільї назвала її улюбленою дочкою міста Севілья. Це визнання дається йому президентом Андалузького уряду, Сусана Діаса, і президент Ради провінції Севілья, Фернандо Родрігес Вільялобос. У цьому акті Альфонсо Герра також був названий улюбленим сином.
У 2019 році Ана Роза отримала журналістську нагороду від Міжнародного прес-клубу за передачу новин аудиторії «доступною, прямою мовою та різноманітними думками, неодноразово завойовуючи прихильність громадськості».